# Eilicrinia astigmaria
Eilicrinia astigmaria là một loài bướm đêm trong họ Geometridae.